# York-Egbert König
York-Egbert König (* 1949 in Eschwege) ist ein deutscher Historiker und Autor zahlreicher Schriften  zur Regionalgeschichte Hessens und Thüringens sowie Herausgeber.

## Leben
York-Egbert König studierte Mittlere und Neuere Geschichte sowie historische Hilfswissenschaften und Finnougristik an der Georg-August-Universität in Göttingen.
Später übernahm er in seiner Heimatstadt eine Stelle im Stadtmuseum Eschwege sowie im Stadtarchiv Eschwege, wo er gemeinsam mit dem Leiter des Stadtmuseums, Karl Kollmann, Mitherausgeber einer regionalen Buchreihe im Husum Verlag ist. Darüber hinaus verfassten sie zusammen ein Gedenkbuch unter dem Titel Namen und Schicksale der jüdischen Opfer des Nationalsozialismus aus Eschwege, mit Detailangaben zur Genealogie und Biografie etwa des in Eschwege geborenen Journalisten und Zeitungsherausgebers Siegfried Bacharach, für dessen Vater ein Stolperstein vor der ehemaligen Jüdischen Schule in Eschwege verlegt worden ist.
König verfolgt daneben weitere Sonderprojekte zur Stadt- und Kulturgeschichte Eschweges sowie zum Königreich Westphalen.

## Schriften (Auswahl)
- York-Egbert König, Karl Kollmann (Hrsg.): Eschwege. Ein Lesebuch. Die Stadt Eschwege einst und jetzt in Sagen und Geschichten, Erinnerungen und Berichten, Briefen und Gedichten. Husum Druck- und Verlagsgesellschaft, Husum 1996, ISBN 3-88042-750-X.
- York-Egbert König, Thomas Wiegand (Hrsg.): Bad Hersfeld. Ein Lesebuch. Die Stadt Bad Hersfeld einst und jetzt in Sagen und Geschichten, Erinnerungen und Berichten, Briefen und Gedichten. Husum Druck- und Verlagsgesellschaft, Husum 1998, ISBN 3-88042-827-1.
- York-Egbert König, Karl Kollmann, Erna Ursel Lange: Der Altenstein. 1329–2004. 675 Jahre im hessisch-eichsfeldischen Grenzland. Historische Gesellschaft des Werralandes und der Verein für Eichsfeldische Heimatkunde, Eschwege und Heiligenstadt 2004, ISBN 3-929413-84-1.
- York-Egbert König, Karl Kollmann (Hrsg.): Bad Sooden-Allendorf. Ein Lesebuch.Die Stadt Bad Sooden-Allendorf einst und jetzt in Sagen und Geschichten, Erinnerungen und Berichten, Briefen und Gedichten. Husum-Verlag, Husum 2007, ISBN 978-3-89876-212-0 und ISBN 3-89876-212-2.
- Sabine Köttelwesch, York-Egbert König: Katharina von Westphalen. Gemahlin des Jérôme Bonaparte und Königin in Kassel. Wartberg-Verlag, Gudensberg-Gleichen 2008, ISBN 978-3-8313-1935-0.
- York-Egbert König, Thomas T. Müller (Hrsg.): Heiligenstadt. Ein Lesebuch. Heilbad Heiligenstadt einst und jetzt in Sagen und Geschichten, Erinnerungen und Berichten, Briefen und Gedichten. Husum-Verlag, Husum 2009, ISBN 978-3-89876-246-5.
- York-Egbert König, Christina Prauss, Renate Tobies: Margarete Kahn und Klara Löbenstein. Mathematikerinnen – Studienrätinnen – Freundinnen. Reihe Jüdische Miniaturen, Band 108, Verlag Hentrich & Hentrich, Berlin 2011, ISBN 978-3-942271-23-3.
- Karl Kollmann, York-Egbert König: Namen und Schicksale der jüdischen Opfer des Nationalsozialismus aus Eschwege. Ein Gedenkbuch. Lulu Enterprises, Raleigh 2012, ISBN 978-1-4709-7182-3.
- York-Egbert König, Dietfrid Krause-Vilmar, Ute Simon: Ludwig Pappenheim. Sozialdemokrat – Redakteur – Menschenfreund. Reihe Jüdische Miniaturen, Band 140, Verlag Hentrich & Hentrich, Berlin 2014, ISBN 978-3-942271-94-3.
- York-Egbert König, Kristin Schwamm (Hrsg.): Scherzo in Moll. Lebenserinnerungen einer Rilke-Korrespondentin. Lisa Heise. Ancient Mail Verlag, Groß-Gerau 2015, ISBN 978-3-95652-107-2.
- Bernd Fechner, York-Egbert König: Paul Westheim: Kunstkritiker – Publizist – Sammler. Reihe Jüdische Miniaturen, Band 171. Verlag Hentrich & Hentrich, Berlin 2017, ISBN 978-3-95565-095-7.
- Karl Kollmann, York-Egbert König (Hrsg.): Eschwege. Ein kunst- und kulturgeschichtlicher Stadtführer, 4. aktualisierte und erweiterte Auflage. Geschichtsverein Eschwege, Eschwege 2019, ISBN 978-3-9820477-0-6.